# Walter Vaughan Morgan
Sir Walter Vaughan Morgan, 1. Baronet (* 3. Mai 1831; † 12. November 1916) war ein britischer Politiker, der unter anderem von 1905 bis 1906 Lord Mayor of London war.

## Leben
Walter Vaughan Morgan, ältester von vier Söhnen von Thomas Morgan, war als Kaufmann tätig und Mitglied der Gilde der Messerschmiede Worshipful Company of Cutlers, eine der Livery Companies der City of London. Er war Mitglied des Londoner Stadtrates (Alderman) und bekleidete auch das Amt als Lieutenant of the City of London. Daneben engagierte er sich als Schatzmeister des 1552 gegründeten Christ’s Hospital in Horsham. Er bekleidete nach der Wahl durch die Livery Companies zwischen 1900 und 1901 das Amt als Sheriff der City of London. 
Im November 1905 übernahm er als Nachfolger von John Pound das Amt als Lord Mayor of London und war damit bis zu seiner Ablösung durch Sir William Treloar im November 1906 Lord Mayor der City of London. Am 28. Juli 1906 wurde ihm in der Baronetage of the United Kingdom der erbliche Adelstitel Baronet, of Whitehall Court the City of Westminster, verliehen. Er war unverheiratet und verstarb kinderlos, so dass der Titel mit seinem Tod am 12. November 1916  erlosch.
Einer seiner jüngeren Brüder war der Politiker Octavius Vaughan Morgan, der zwischen 1885 und 1892 für die Liberal Party den Wahlkreis Battersea als Abgeordneter im Unterhaus (House of Commons) vertrat.